# 경숙옹주 (문종)
경숙옹주(敬淑翁主, 1439년 ~ ? )는 조선의 왕녀로 문종의 둘째 딸이다. 어머니는 사칙 양씨이며, 단종의 이복 누나이다.

## 생애
1454년(단종 2) 음력 4월 16일 반성위 강자순에게 하가하였으며, 후사 없이 죽었다.그녀가 언제 어떤 이유로 죽었는지 알 수 없으나, 1482년(성종 13년) 강자순이 경숙옹주가 죽은 뒤 전 현감 이길상(李吉祥)의 딸을 첩으로 맞이하였는데, 이를 벌주라고 신하들이 간하였으나 성종이 이를 듣지 않았다는 기록으로 보아 그 전에 사망한 것으로 보인다.
묘소는 경기도 양주군 진건면 송릉리(현, 남양주시 진건읍 송능리 산78번지) 남편 강자순 묘 아래편에 있다. 그녀의 묘소 위에는 강자순의 묘소가 있고, 경숙옹주 묘 바로 아래에는 강자순의 재취부인 경주이씨의 묘소가 있다.

## 가족 관계
- 아버지 : 제5대 문종(文宗, 1414~1452, 재위: 1450~1452)
- 어머니 : 사칙 양씨(司則 楊氏)

- 시아버지 : 대호군 강휘(大護軍 姜徽, ? ~1459)
- 시어머니 : 정부인 인천 이씨(貞夫人 仁川 李氏)
  - 부마 : 반성위 공안공 강자순(班城尉 恭安公 姜子順)

## 같이 보기
- 강자순
- 이양생